# Brie (região)
A Brie é uma região natural francesa situada no est de Paris.

## Geografia

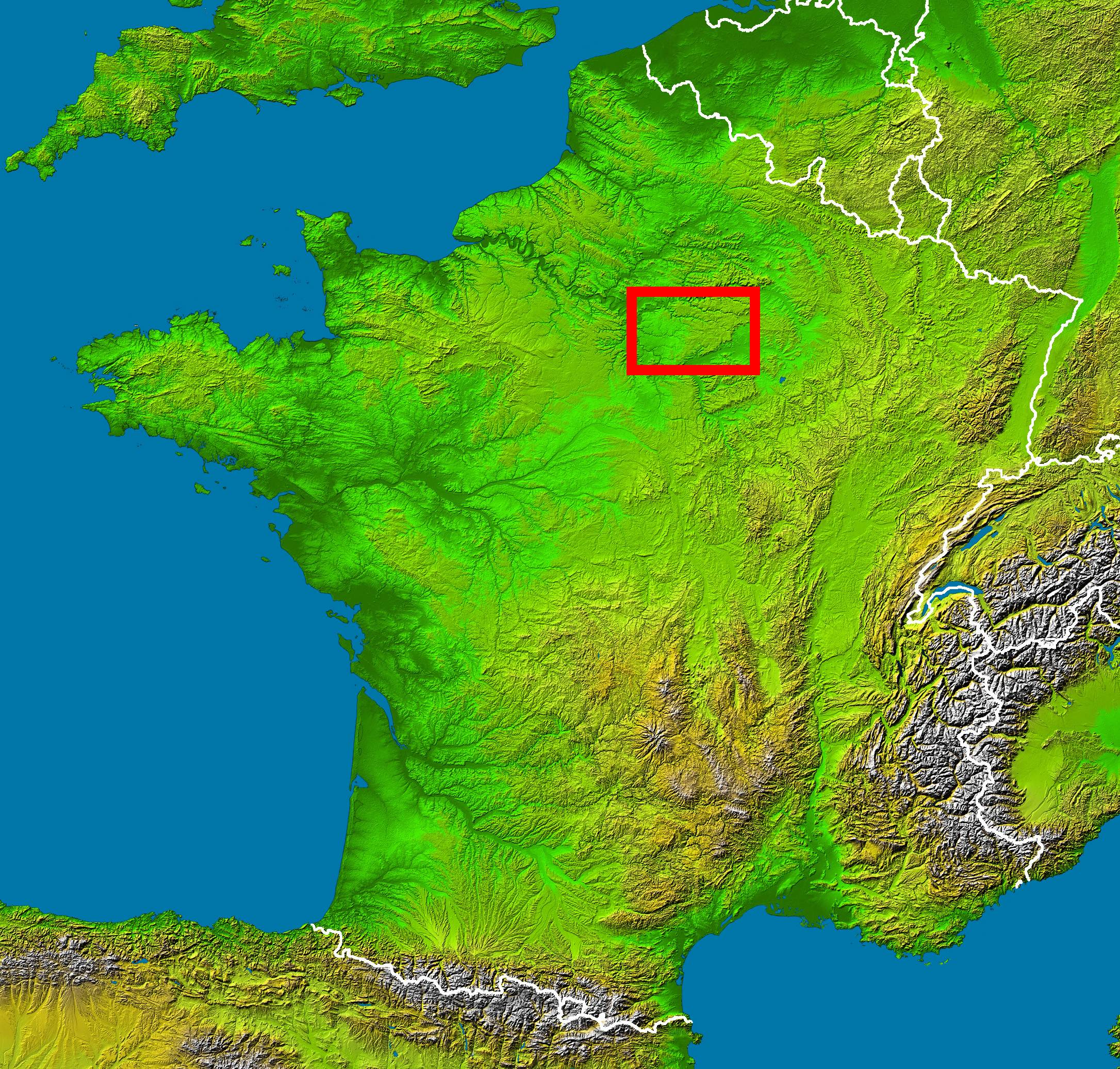
Localização da região de Brie.

- Floresta
  - Forêt d'Armainvilliers
  - Forêt de Crécy
  - Forêt de Ferrières
  - Forêt de Notre-Dame
  - Forêt de Sénart
  - Forêt de Villefermoy

## Economia
- Vilas imporantes :
  - Brie-Comte-Robert
  - Coulommiers
  - Crécy-la-Chapelle
  - La Ferté-Gaucher
  - Meaux
  - Nangis
  - Melun
  - Provins